# Aleiodes lissos
Aleiodes lissos är en stekelart som beskrevs av Marsh och Shaw 2003. Aleiodes lissos ingår i släktet Aleiodes och familjen bracksteklar. Inga underarter finns listade i Catalogue of Life.